# Zerynthia cassandra
Zerynthia cassandra — вид дневных бабочек из семейства парусников.

## Замечания по систематике
Данный таксон впервые был описан (Verity, 1947) и долгое время рассматривался как подвид Zerynthia polyxena. Только в 2000-х годах в ходе исследований было подтверждено существование двух различных генетических линий на уровне ядерной и митохондриальной ДНК. Также имеет место различие в строение гениталий самцов (различий в форме вальв). Таким образом — Zerynthia polyxena распространен на территории от Франции в Россию, другой морфотип — Zerynthia cassandra — ограничен континентальной Италией, Сицилией и островом Эльба. Ареалы видов перекрываются вдоль берегов реки По, и они  симпатричны по крайней мере в одном населенном пункте Лигурия около горы Бейгуа. Однако, случаи образования межвидовых гибридов не известны, что также свидетельствует о видовой разобщённости данных таксонов.

## Описание
Морфологически вид сходен с Zerynthia polyxena. Размах крыльев самца 46—54 мм. Самки крупнее самцов. Основной тон крыльев жёлтый с чёрными полосами и красными пятнами, размер и наличие которых может варьировать. Хорошо выражены тёмные краевые зубчатые перевязи со светлой серединой. На задних крыльях имеются красные и полулунные синие пятна с чёрной каймой. Брюшко с чёрными и красными пятнышками.

## Ареал
Континентальная Италия, к югу от реки По, остров Эльба и Сицилия.

## Биология
Обитает по долинам рек, на разнотравных и пойменных степях и лугах. Развивается в одном поколении за год. Время лёта с середины марта по конец мая. Бабочки активны исключительно в солнечную погоду. Полёт плавный, неторопливый, планирующий. Яйца по одному откладываются самкой в конце мая на нижнюю сторону листьев кормовых растений. Гусеницы питается растениями рода Кирказон — Aristolochia rotunda и Aristolochia pallida. Зимует куколка.